# رمزی و پارکستون
از ویکی پدیا، دانشنامه آزاد
رمزی و پارکستون (به انگلیسی: Ramsey and Parkeston) یک محله مدنی در ناحیه تندرینگ، در شهرستان اسکس، انگلستان است. این محله شامل روستاهای رمزی و پارکستون است. در سال 2011 جمعیت این محله 2343 نفر بود. این محله شامل آروارتون، گریت اوکلی، هارکستید، هارویچ، لیتل اوکلی، ویکس و ورابنس است.